# Cratere Bly
Bly  è un cratere sulla superficie di Venere. Deve il suo nome ad Nellie Bly, giornalista statunitense.